# Kuteni Reje
Kuteni Reje is een bestuurslaag in het regentschap Aceh Tengah van de provincie Atjeh, Indonesië. Kuteni Reje telt 869 inwoners (volkstelling 2010).